# Saroléa

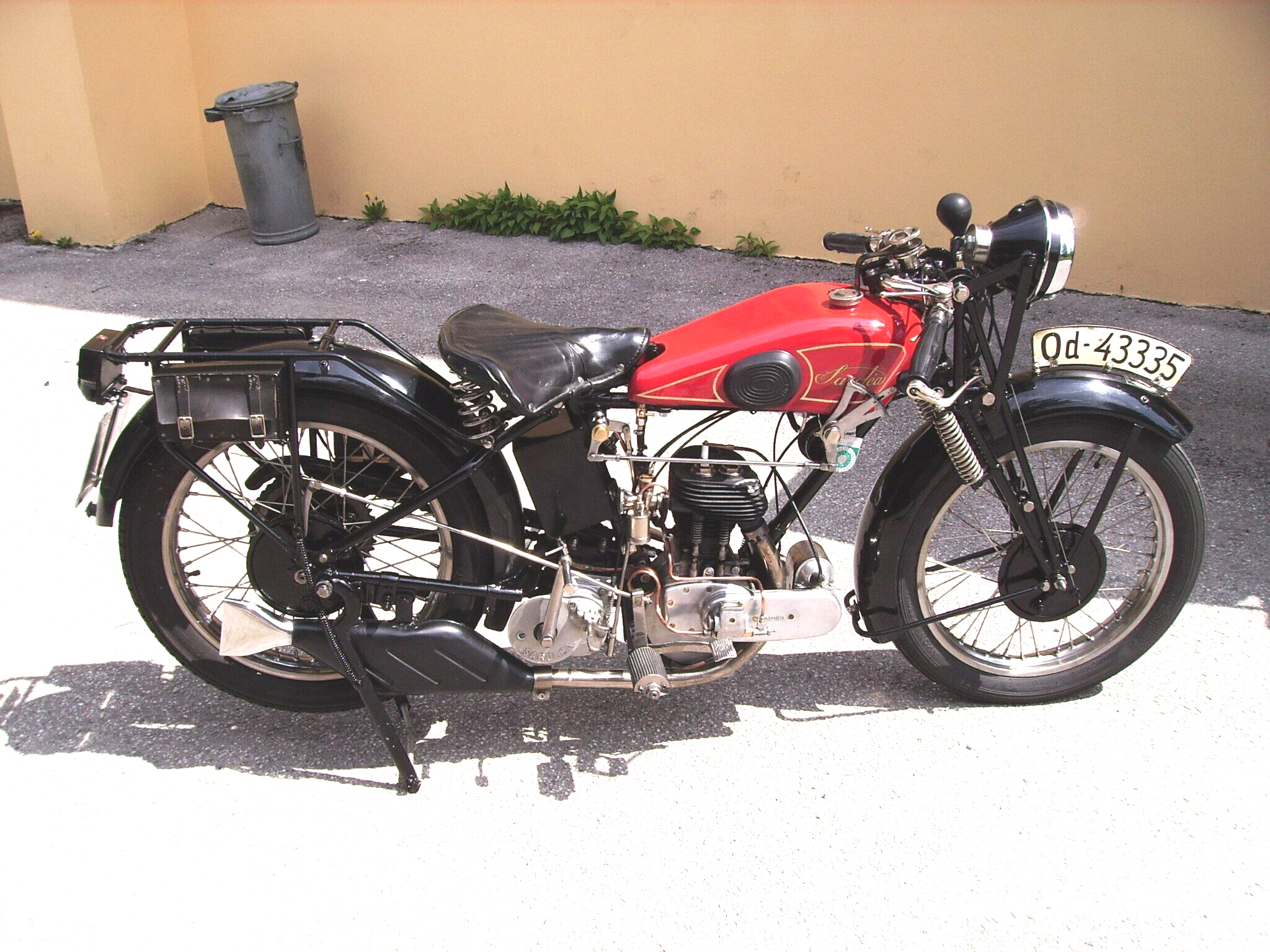
Saroléa

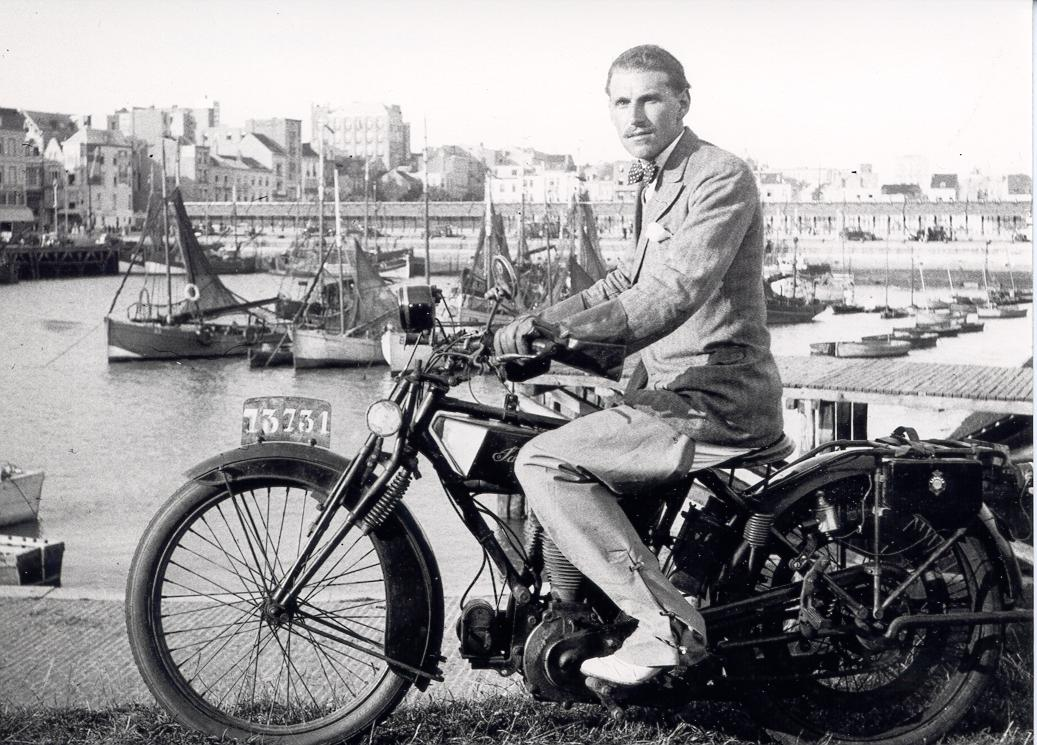
Architekt Léon van Dievoet na svém motocyklu Saroléa v Blankenberge, 16. července 1934

Saroléa byla belgická firma, kterou v roce 1850 v Herstalu založil Joseph Saroléa jako továrnu na zbraně. Od roku 1892 vyráběla jízdní kola, od roku 1896 krátkou dobu motorové tříkolky a poté i malé automobily. Motocykly vyráběla v letech 1901 až 1960. Zakladatel firmy Joseph Saroléa zemřel roku 1894, firma pokračovala pod vedením jeho synů.

## Historie značky
Od roku 1901 vyráběla firma motocykly vlastní konstrukce a dodávala motory dalším výrobcům. V Anglii byly motocykly v prvních letech 20. století prodávány pod značkou Kerry. Firma používala anglické převodovky Sturmey-Archer a karburátory Amal. Motocykly se vyznačovaly konzervativní konstrukci spojenou s nejmodernější technikou. Motory byly výhradně jednoválcové. Výjimku tvoří dva dvouválcové typy, jeden z počátků výroby jako konkurence čtyřválců FN, druhý z padesátých let, kdy se firma snažila čelit konkurenci anglických motocyklů. Koncem dvacátých let dvacátého století byly motocykly Saroléa šestou nejprodávanější značkou na československém trhu. Kromě motocyklů firma vyráběla i jízdní kola, letecké motory, obchodní tříkolky nebo vojenské speciální sidecarové kombinace. V roce 1955 firma vytvořila společný podnik s FN. Firma zanikla v roce 1960 při poválečné motocyklové krizi.

## Galerie

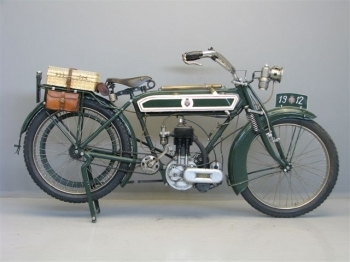
Saroléa 3,5 hp 500 ccm (1912)
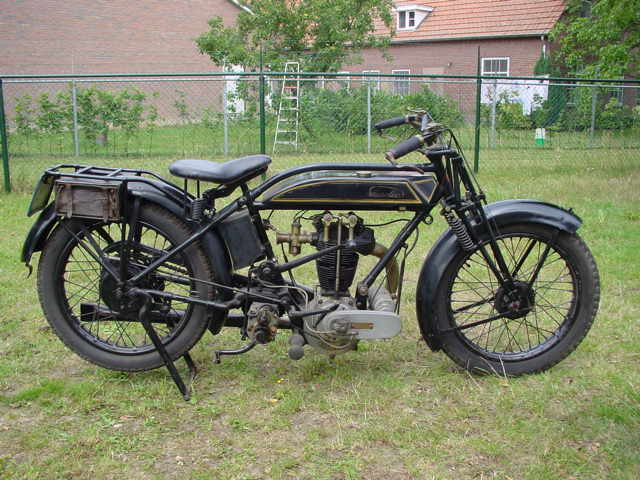
Saroléa OHV 500 ccm Supersport (1925)
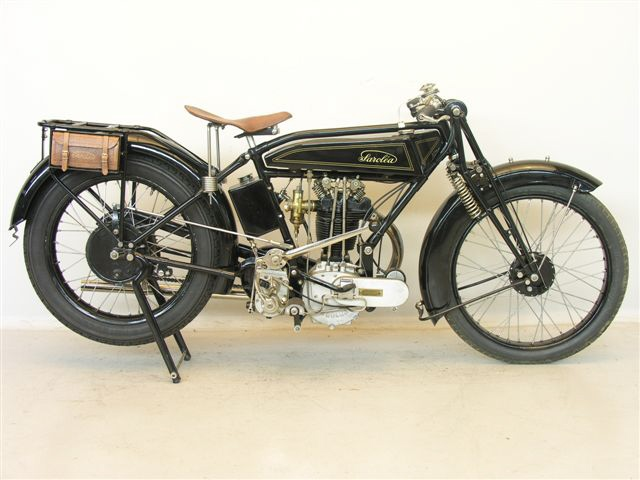
Saroléa 350 ccm (1925)
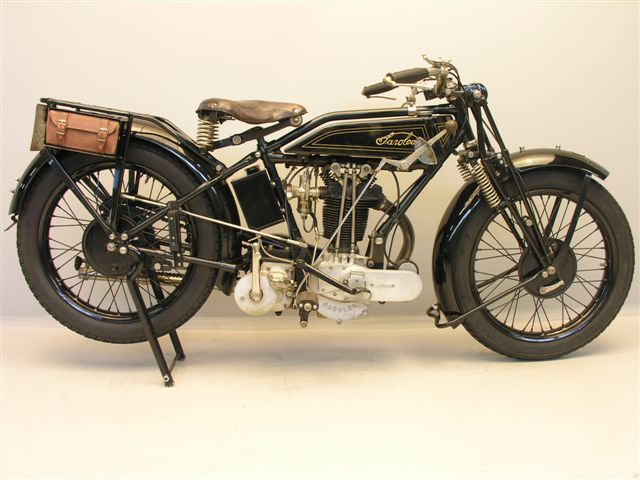
Saroléa 350 ccm (1928)
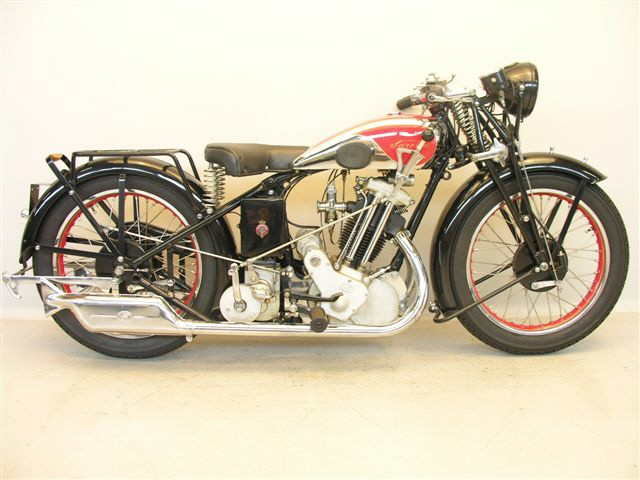
Saroléa 350 ccm (1931)
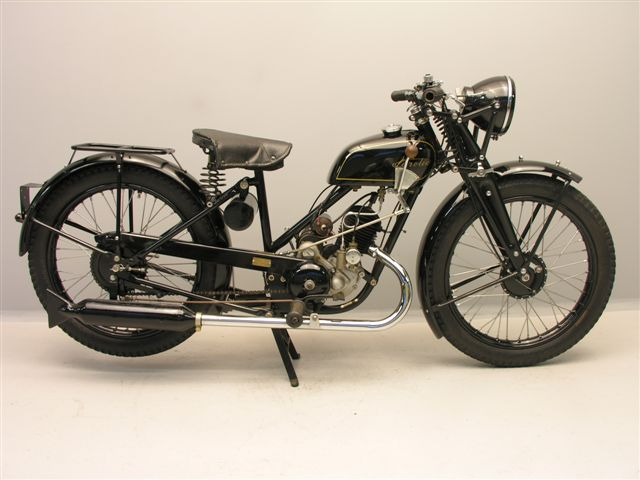
Saroléa UD 147 ccm (1935)
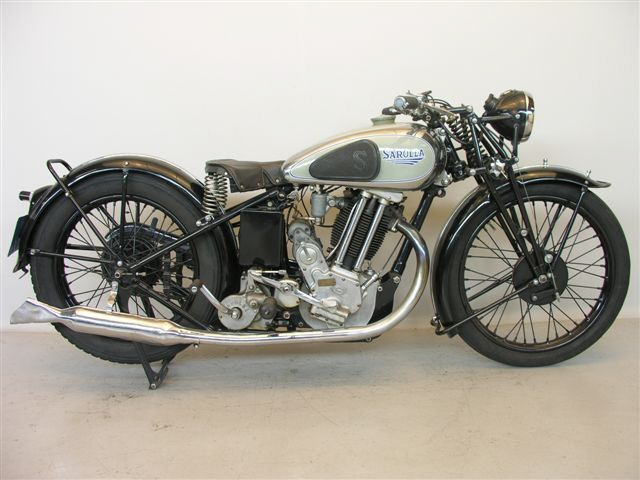
Saroléa 600 ccm (1936)
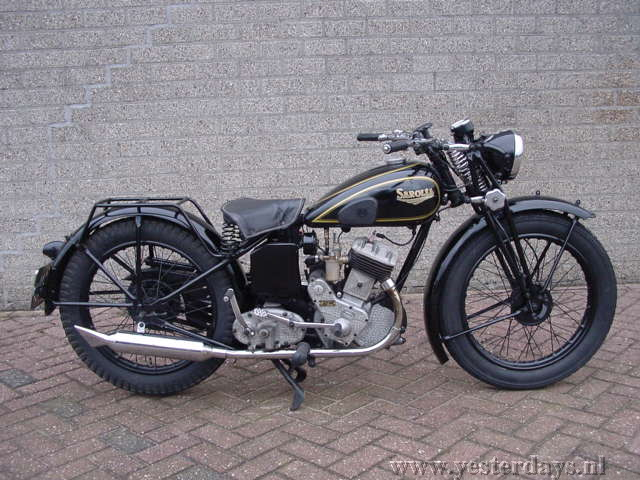
Saroléa AS 350 ccm SV (1946)
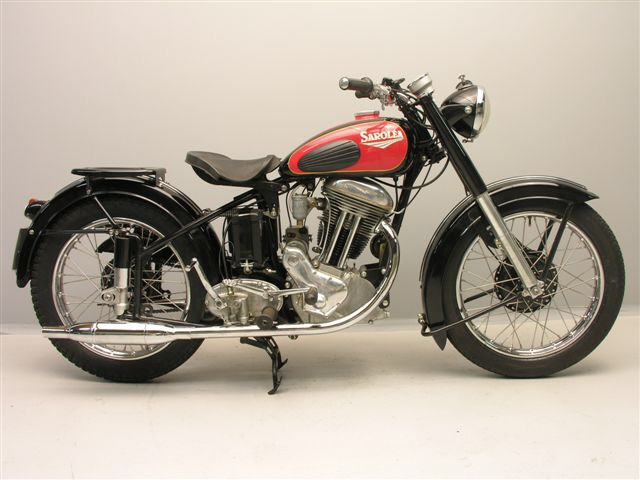
Saroléa BL 350 ccm (1949)
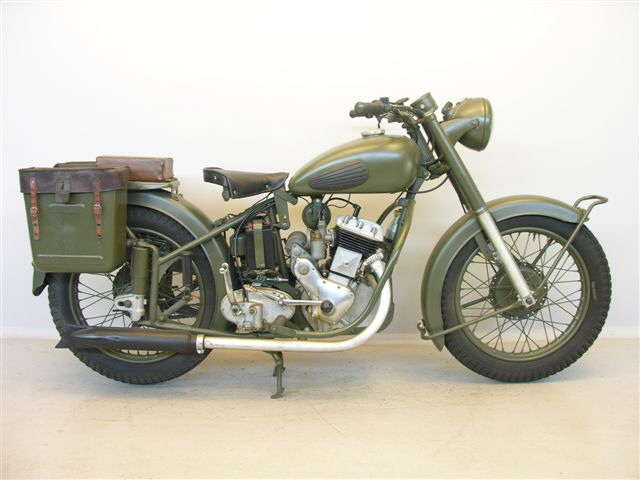
Saroléa A4 400 ccm (1951)